# 소아르
소아르(본명: 이강표, 1997년 5월 28일 ~ )는 대한민국의 리그 오브 레전드 프로게이머로 아이디는 SoaR이다. 포지션은 탑 라이너이다.

## 선수 생활
2015 서머 시즌을 앞두고 스베누 소닉붐에 입단하면서 프로 커리어를 시작했다. 서머 시즌 2라운드에서는 좋지 못한 모습을 보여주었다. 2016 스프링 시즌 초반 팀의 주전으로 낙점받았으나 이후 소울과의 주전 경쟁에서 패배하며 서브 선수로 내려왔다.
2016년 6월, IN 게이밍에 입단했다. 2017년 4월, 팀에서 퇴단했다.
2018시즌을 앞두고 팀 배틀코믹스에 입단했다. 스프링 시즌 바로 팀의 주전 탑 라이너로 낙점받았다. 스프링 시즌 팀의 승강전 진출에 기여했지만 LCK 승격에 실패했다. 서머 시즌에서도 팀의 승강전 진출에 기여했으며 승강전에서 팀의 LCK 승격에 기여했다.
2019시즌을 앞두고 GC 부산 라이징 스타에 입단했다. 스프링 시즌 팀의 승강전 진출에 기여했다.
2020시즌을 앞두고 OZ 게이밍에 입단했다. 2020시즌 종료 후 팀에서 퇴단했다.

## 소속팀
| # | 팀명                | 소속 기간             | 소속 리그 | 비고 |
| - | ------------------- | --------------------- | --------- | ---- |
| 1 | 스베누 소닉붐       | 2015~2016.05.25       | LCK       |      |
| 2 | IN 게이밍           | 2016.06.27~2017.04    | LSPL      |      |
| 3 | 팀 배틀코믹스       | 2017.12~2018.11.25    | CK        |      |
| 4 | GC 부산 라이징 스타 | 2018.12.13~2019.09.30 | CK        |      |
| 5 | OZ 게이밍           | 2019.12.08~2020       | CK        |      |

## 수상 내역
- 리그 오브 레전드 챌린저스 코리아 서머 2018 준우승
- 리그 오브 레전드 챌린저스 코리아 스프링 2019 준우승